# Acropomatidae
Famille
Les Acropomatidae sont une famille de poissons de l'ordre des Perciformes, représentée par huit genres et 33 espèces.

## Liste des genres
| Selon World Register of Marine Species (9 mars 2017) et FishBase (9 mars 2017) : ___ - genre Acropoma Temminck & Schlegel, 1843 -- 6 espèces - genre Apogonops Ogilby, 1896 -- 1 espèce - genre Doederleinia Steindachner, 1883 -- 1 espèce - genre Malakichthys Döderlein, 1883 -- 7 espèces - genre Neoscombrops Gilchrist, 1922 -- 3 espèces - genre Synagrops Günther, 1887 -- 12 espèces - genre Verilus Poey, 1860 -- 1 espèce | Selon ITIS (9 mars 2017) : - Acropoma Temminck & Schlegel, 1843 - Apogonops Ogilby, 1896 - Doederleinia Döderlein in Steindachner & Döderlein, 1883 - Malakichthys Döderlein in Steindachner & Döderlein, 1883 - Neoscombrops Gilchrist, 1922 - Pseudohowella Fedoryako, 1976 (placé par FishBase sous Howellidae) - Synagrops Günther, 1887 - Verilus Poey, 1860 |

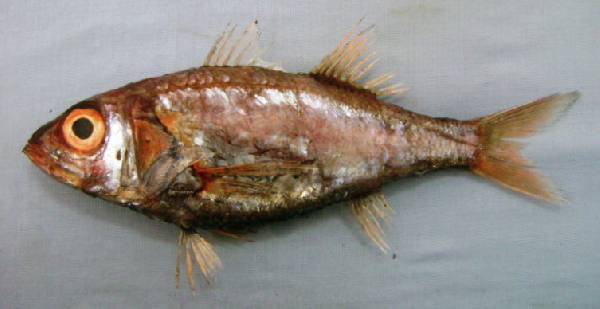
Acropoma japonicum
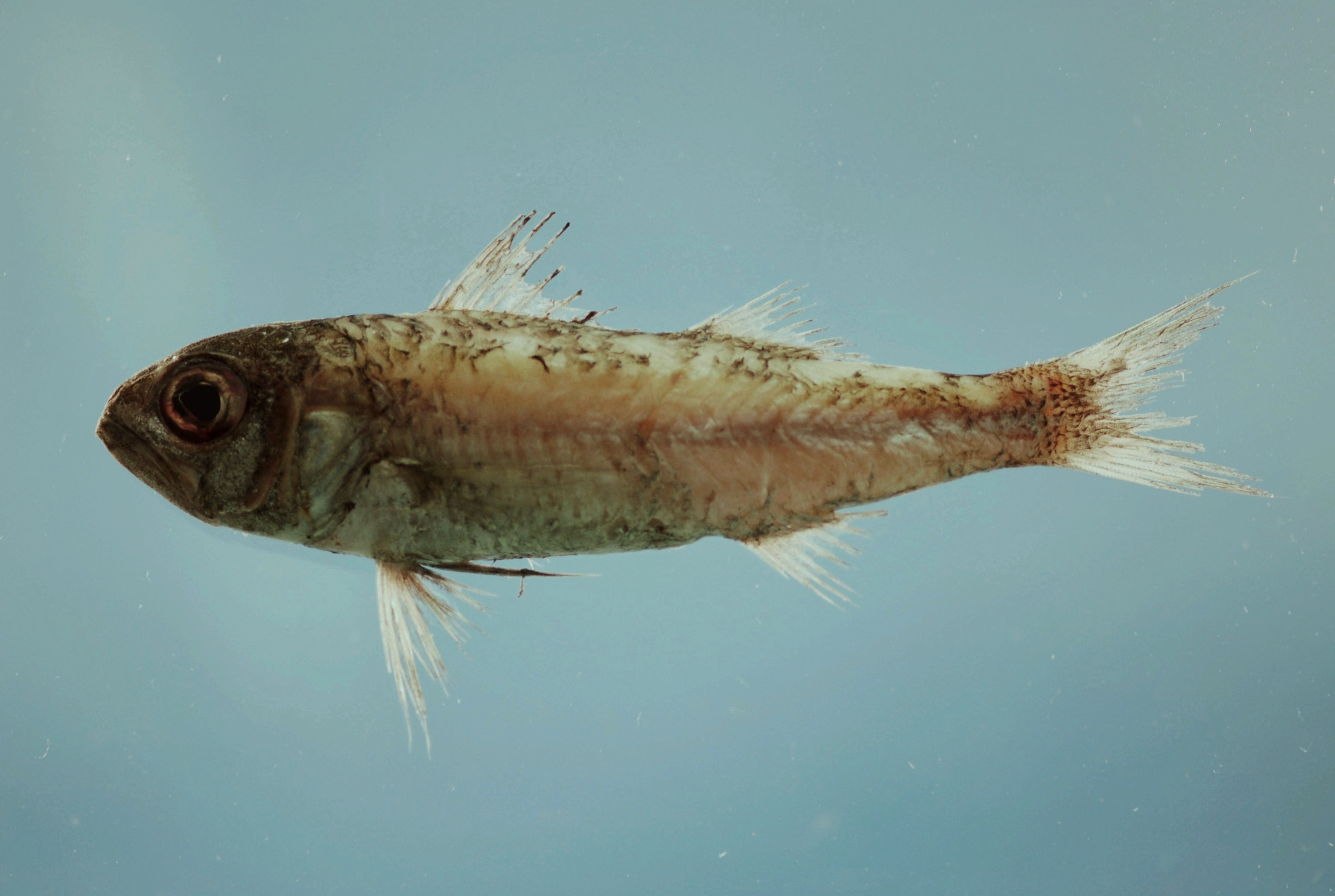
Synagrops bellus